# Saída do Reino Unido da União Europeia

O Reino Unido (laranja) em relação aos demais países da União Europeia (azul).

A saída do Reino Unido da União Europeia (UE) foi apelidada de Brexit originada na língua inglesa resultante da junção das palavras British (britânico (a)) e exit (saída). A saída do Reino Unido da União Europeia foi um objetivo político perseguido por vários indivíduos, grupos de interesse e partidos políticos, desde 1973, quando o Reino Unido ingressou na Comunidade Econômica Europeia (CEE), a precursora da UE. A saída da União é um direito dos estados-membros segundo o Tratado da União Europeia (artigo 50): "Qualquer Estado-Membro pode decidir, em conformidade com as respectivas normas constitucionais, retirar-se da União".
Em 1975, foi realizado um referendo sobre a permanência ou não do país na Comunidade Econômica Europeia (CEE). O resultado da votação foi favorável à permanência. O eleitorado britânico foi novamente chamado a decidir sobre a questão da permanência ou não do país no bloco comum, em novo referendo, realizado no dia 23 de junho de 2016. Esse referendo foi organizado após a aprovação do European Union Referendum Act de 2015 pelo Parlamento britânico. O resultado da segunda consulta foi o oposto à primeira, foi favorável à saída. Analistas dizem que esta foi a decisão mais importante para os britânicos desde 1975, quando dois terços do eleitorado optaram por ingressar na então Comunidade Econômica Europeia. O primeiro-ministro à época, David Cameron, renunciou um dia após o resultado.
Em 13 de março de 2017 ambas as câmaras do Parlamento do Reino Unido rejeitaram emendas que poderiam prolongar o processo de retirada do país do bloco, permitindo assim que a então primeira-ministra Theresa May a denuncie formalmente o Tratado da União Europeia e inicie as negociações. May renunciou após diversas tentativas falhas de aprovar um tratado econômico nos seus termos com o parlamento.
Em 17 de outubro de 2019, já com Boris Johnson como primeiro-ministro, o Reino Unido e a Comissão Europeia concordaram em um acordo de retirada revisado com uma mudança de proteção. O Conselho Europeu aprovou o acordo. Em 9 de janeiro de 2020, os parlamentares britânicos deram sua aprovação final ao texto que permitiu o Reino Unido a deixar a União Europeia em 31 de janeiro de 2020, em uma votação histórica de 330 votos a favor e 231 contra, após três anos e meio de crise. Em 31 de janeiro de 2020, às 23h00h UTC, ocorreu a saída formal do Reino Unido da União Europeia, após mais de três anos e meio do referendo do Brexit. Após a saída, iniciou-se um período de transição em que ambas as partes estão a negociar como será sua relação quando este período acabar, em 31 de dezembro de 2020. Na véspera de natal, antes do prazo, um acordo foi atingido entre a União Europeia e o Reino Unido, sendo posteriormente aprovado no parlamento britânico, e estando pendente de aprovação no parlamento europeu.

## Apelido
O termo Brexit é análogo a Grexit, palavra cunhada em 2012 para designar a possível saída da Grécia da zona do euro. E diversos outros termos semelhantes foram criados defendendo a saída de demais membros da União Europeia. Ao longo do processo de divórcio entre o Reino Unido e a União Europeia, outros termos surgiram, incluindo a ideia de "hard brexit", isto é, a possibilidade de um rompimento sem qualquer tipo de acordo ou negociação.

## Antecedentes
Os governos da Bélgica, Países Baixos, Luxemburgo, França, Itália e Alemanha Ocidental assinaram o Tratado de Paris em 1951, estabelecendo a Comunidade Europeia do Carvão e do Aço (CECA). A Conferência de Messina de 1955 considerou que a CECA foi um sucesso e resolveu alargar ainda mais o conceito, conduzindo assim aos Tratados de Roma de 1957 que instituem a Comunidade Económica Europeia (CEE) e a Comunidade Europeia da Energia Atómica (Euratom). Em 1967, estes ficaram conhecidos como as Comunidades Europeias (CE). O Reino Unido tentou se unir em 1963 e 1967, mas esses pedidos foram vetados pelo presidente da França, Charles de Gaulle.

### Chegada e período do Reino Unido como membro da União Europeia
Algum tempo depois de Charles de Gaulle renunciar à presidência francesa, o Reino Unido solicitou com sucesso a adesão à CE, e o primeiro-ministro conservador Edward Heath assinou o Tratado de Adesão em 1972. O Parlamento aprovou a Lei das Comunidades Europeias no final daquele ano e o Reino Unido juntou-se junto com a Dinamarca e Irlanda, tornando-se membro da CE em 1 de janeiro de 1973.
A oposição Trabalhista venceu as eleições gerais de fevereiro de 1974 sem maioria e depois contestou as eleições gerais de outubro de 1974 com o compromisso de renegociar os termos britânicos da CE, acreditando-os desfavoráveis e depois realizar um referendo sobre permanecer ou não na CE nos novos termos. O Partido Trabalhista venceu novamente a eleição (desta vez com uma pequena maioria), e em 1975, o Reino Unido realizou seu primeiro referendo nacional, perguntando se o Reino Unido deveria permanecer nas Comunidades Europeias. Apesar da divisão significativa dentro do Partido Trabalhista no poder, todos os principais partidos políticos e a imprensa apoiaram a adesão contínua à CE. Em 5 de junho de 1975, 67,2% do eleitorado e de todos os condados e regiões do Reino Unido, com exceção de dois (Shetland e as Hébridas Exteriores), votaram pela permanência; o apoio para o Reino Unido deixar a CE em 1975 parece não ter relação com o apoio ao "Deixar" no referendo de 2016.
O Partido Trabalhista fez campanha nas eleições gerais de 1983 com o compromisso de se retirar da CE sem um referendo, embora depois de uma pesada derrota o Partido Trabalhista tenha mudado sua política.
Em outubro de 1990, sob pressão de altos ministros e apesar das profundas reservas de Margaret Thatcher, o Reino Unido aderiu ao Mecanismo Europeu de Taxas de Câmbio (METC), com a libra esterlina atrelada ao marco alemão. Thatcher renunciou ao cargo de primeiro-ministro no mês seguinte, em meio a divisões do Partido Conservador, decorrentes em parte de suas visões cada vez mais eurocéticas. O Reino Unido e a Itália foram obrigados a retirar-se do METC em setembro de 1992, depois que a libra esterlina e a lira foram pressionadas pela especulação cambial ("Quarta-feira Negra").
Ao abrigo do Tratado de Maastricht, as Comunidades Europeias tornaram-se a União Europeia em 1 de novembro de 1993, refletindo a evolução da organização de uma união económica para uma união política. Dinamarca, França e Irlanda realizaram referendos para ratificar o Tratado de Maastricht. De acordo com a convenção constitucional britânica, especificamente a da soberania parlamentar, a ratificação no Reino Unido não estava sujeita à aprovação por referendo. Apesar disso, o historiador constitucional britânico Vernon Bogdanor escreveu na época que havia "uma justificativa constitucional clara para exigir um referendo" porque, embora os deputados recebam o poder legislativo do eleitorado, eles não têm autoridade para transferir esse poder. três referendos anteriores diziam respeito à transferência de poderes parlamentares. Além disso, como a ratificação do tratado estava nos manifestos dos três principais partidos políticos, os eleitores que se opunham à ratificação não tinham como expressar essa oposição. Para Bogdanor, embora a ratificação do tratado pela Câmara dos Comuns possa ser legal, não seria legítimo - o que requer o consentimento popular. A maneira como o tratado foi ratificado", ele julgou, "provavelmente terá consequências fundamentais tanto para a política britânica quanto para o relacionamento da Grã-Bretanha com a Comunidade Europeia". Esse déficit democrático levou diretamente à formação do Partido de Independência do Reino Unido. Em 1985, o Reino Unido, junto com a Irlanda, o Reino Unido negociou uma cláusula de não participação no Acordo de Schengen, fazendo com que tivesse um controle de fronteiras separado. Além disso, o Reino Unido nunca fez parte da Zona do Euro.
Thatcher, que havia apoiado o mercado comum e a Lei Única Europeia, em uma reunião em Bruges em 1988, alertou contra "um superestado europeu que exerce um novo domínio de Bruxelas". Ela influenciou Daniel Hannan, que em 1990 fundou a Oxford Campaign for Independent Britain; "Em retrospecto, alguns veem isso como o início da campanha pelo Brexit", escreveu posteriormente o Financial Times. Em 1994, James Goldsmith formou o Partido do Referendo para contestar as eleições gerais de 1997, em uma plataforma a favor de um referendo sobre a natureza do relacionamento do Reino Unido com o resto da União Europeia. O partido teve candidatos em 547 distritos eleitorais naquela eleição, e ganhou 810 860 votos - 2,6% do total de votos - mas não conseguiu ganhar um assento parlamentar devido à votação ser espalhada pelo país.
O Partido de Independência do Reino Unido (UKIP), um partido político eurocético, foi formado em 1993. Alcançou o terceiro lugar no Reino Unido durante as eleições europeias de 2004, o segundo lugar nas eleições europeias de 2009 e o primeiro lugar nas eleições europeias de 2014, com 27,5 por cento do total de votos. Esta foi a primeira vez desde a eleição geral de 1910 que qualquer outro partido que não o Partido Trabalhista ou o Conservador tomou a maior parte da votação em uma eleição nacional. O sucesso eleitoral do UKIP nas eleições europeias de 2014 está documentado como o mais forte correlato do apoio à campanha a favor do Brexit no referendo de 2016.
O UKIP teve votos expressivos em 2014 e nas eleições gerais de 2015, o partido obteve 12,6% do total dos votos e ocupou um dos dois lugares conquistados em 2014.
Em 2010, o primeiro-ministro britânico, David Cameron, assumiu o cargo em meio a críticas sobre a permanência britânica na UE. O sentimento antieuropeu aumentou após a crise da dívida europeia. Cameron prometeu em janeiro de 2013 que, se seu partido conservador fosse reeleito com um governo de maioria, ele iria renegociar os termos da associação do Reino Unido com a União Europeia. Cameron comprometeu-se a agendar um referendo sobre uma possível saída da UE até 2017.

### Assassinato de Jo Cox
Em 16 de junho de 2016, a parlamentar trabalhista britânica Jo Cox, partidária da permanência do Reino Unido na União Europeia (UE), foi assassinada após ter sido atingida por dois tiros em um ataque, em Birstall (norte da Inglaterra). Por conta desse ataque, tanto a campanha pela permanência na UE como a favorável à saída suspenderam todos os atos do dia. Várias testemunhas relataram que o agressor gritou Britain First! ("Grã-Bretanha primeiro!"), nome de um partido de extrema-direita contrário à imigração. No dia da votação do referendo, um jornal alemão trouxe como notícia de capa uma matéria no mínimo curiosa: ele prometeu "acabar com as piadas sobre as orelhas do príncipe Charles" e "reconhecer o gol de Wembley", na final da Copa do Mundo de 1966 se o brexit não for aceito.

### Sondagens
Pesquisas de intenção divulgadas no dia 19/06 mostraram uma disputa equilibrada. Um levantamento feito pelo instituto Opinium e publicado pelo The Observer mostra ambos os lados com 44% das intenções de voto. Outra pesquisa, realizada pelo BMG e divulgado pelo The Herald, coloca os que são a favor da permanência com 46% das preferências, contra 43% dos que defendem o Brexit.
Um terceiro levantamento feito pelo ComRes para os jornais The Sunday People e The Independent mostrava os defensores da saída do país do bloco com 44% das intenções de voto, contra 28% dos adversários. Uma quarta pesquisa feita pelo Instituto Survation para o Mail on Sunday mostrou que os defensores da permanência lideravam a disputa por com 45% a 42%.
Dois dias antes da votação, uma nova sondagem das intenções de voto deu 52% ao "permanecer" e 48% ao "sair", noticiou o jornal The Evening Standard.

## Referendo de 2016

Áreas eleitorais do Reino Unido:
Sair da UE
Ficar na UE

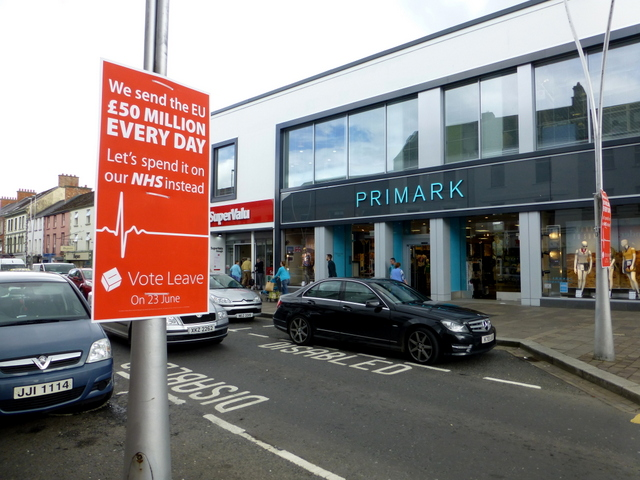
Um pôster a favor do Brexit em Omagh, Irlanda do Norte. O texto em inglês diz "Nós enviamos para a União Europeia 50 milhões de libras todos os dias. Vamos gastá-lo em nosso Serviço Nacional de Saúde".

No dia 23 de junho de 2016 foi realizada a votação.
Os eleitores responderam à seguinte pergunta na cédula eleitoral: "Deve o Reino Unido permanecer como membro da União Europeia ou sair da União Europeia?" As duas únicas respostas possíveis são "permanecer" e "sair".
Inicialmente, o governo britânico queria uma formulação diferente, perguntando aos eleitores se queriam continuar na União Europeia. Mas as autoridades eleitorais consideraram que dessa forma a pergunta poderia induzir respostas pró-UE.
Os resultados demonstraram uma clara divisão entre regiões britânicas: na Escócia, Irlanda do Norte e na capital Londres a permanência foi mais votada, enquanto em Inglaterra e País de Gales, tanto nas regiões rurais como nas grandes cidades (à exceção de Londres) o resultado foi mais favorável à saída da UE.
No total, houve 16 141 241 votos pela manutenção (48,2%) e 17 410 742 pela saída (51,8%), num total de 32 688 054 votos válidos. Houve ainda 25 380 votos não validados e uma participação eleitoral de 72,1% (universo eleitoral de 46 499 537 eleitores).
| Referendo sobre a permanência do Reino Unido na União Europeia (2016) | Referendo sobre a permanência do Reino Unido na União Europeia (2016) | Referendo sobre a permanência do Reino Unido na União Europeia (2016) |
| Escolha                                                               | Votos                                                                 | %                                                                     |
| --------------------------------------------------------------------- | --------------------------------------------------------------------- | --------------------------------------------------------------------- |
| Saída                                                                 | 17 410 742                                                            | 51,8%                                                                 |
| Permanência                                                           | 16 141 241                                                            | 48,2%                                                                 |
| Votos válidos                                                         | 32 688 054                                                            | -                                                                     |
| Anulados ou brancos                                                   | 25 380                                                                | -                                                                     |
| Total de votos                                                        |                                                                       | 100,00                                                                |
| Eleitores registados e comparecimento (%)                             | 46 499 537                                                            | 72,1                                                                  |

Votaram os eleitores da Inglaterra, Escócia, País de Gales, e Irlanda do Norte, além dos residentes britânicos de Gibraltar e os cidadãos britânicos que vivem no exterior.
Tecnicamente, o plebiscito não é vinculante. Em tese, o primeiro-ministro, David Cameron, e até mesmo os parlamentares poderiam bloquear a saída do bloco, mas analistas consideram que contrariar os eleitores seria um suicídio político.
O site “MarketWatch” estima o seguinte cronograma da votaçãoː
| Dia   | Situação                                  | Horário (Londres) |
| ----- | ----------------------------------------- | ----------------- |
| 23/06 | Início da votação                         | 7h00              |
| 23/06 | Fecho das urnas                           | 22h00             |
| 23/06 | Anúncio do Percentual de votos elegíveis  | 23h30             |
| 24/06 | Primeiros Resultados                      | 0h30              |
| 24/06 | Resultados apurados de metade das regiões | Entre 3h00 e 4h00 |
| 24/06 | Resultados apurados de 80% das regiões    | 5h00              |
| 24/06 | Final da apuração                         | 7h00              |

## Votação no parlamento
Após uma votação em 4 de dezembro de 2018, os parlamentares decidiram que o governo do Reino Unido deixava o parlamento em segundo plano ao não trazer as discussões para dentro do mesmo. O ponto-chave do parecer abrangeu o efeito jurídico do acordo de apoio que rege a Irlanda do Norte, a Irlanda e o resto do Reino Unido, no que diz respeito à fronteira aduaneira entre a União Europeia e o Reino Unido, e as suas implicações no Acordo de Belfast que levou ao fim dos movimentos de união da Ilha da Irlanda.
Em 10 de dezembro de 2018, Theresa May optou por adiar a votação de seu acordo no Parlamento. O anúncio veio minutos depois que o Governo do Reino Unido confirmou que a votação seria encaminhada. Diante da perspectiva de uma derrota na Câmara dos Comuns, essa opção deu a primeira-ministra mais tempo para negociar com os conservadores e a União Europeia, apesar de terem descartado novas discussões. A decisão foi recebida com protestos de diversos parlamentares galeses para o encaminhamento de uma moção de censura. O líder da oposição, Jeremy Corbyn, descreveu o governo como estando em "desordem".
Na visão do Grupo de Pesquisa Europeu do Partido Conservador (que se opõe mais ao Brexit), o tratado proposto por May é uma forma de pagar 39 bilhões de libras e aceitar o apoio da Irlanda; em troca, o Reino Unido asseguraria um período de transição sem direito a veto, estaria obrigado a aceitar toda a nova legislação da União Europeia mesmo quando ameaçasse o interesse nacional e, mediante o pagamento da taxa de saída, teria a oportunidade de iniciar conversas sobre um novo acordo, cujos termos deveriam ser acordados por todos os 27 estados da União Europeia (ao contrário do Acordo de Retirada).
O ex-embaixador do Reino Unido na União Europeia na época do referendo de 2016, Sir Ivan Rogers, comentou publicamente em 13 de dezembro de 2018 que a UE sempre foi hábil em reformular as coisas que já foram acordadas, como o apoio irlandês.
Em 15 de janeiro de 2019 o Parlamento do Reino Unido rejeitou o acordo, com 432 votos contra e 202 a favor. Esta é a maior derrota de um governo do Reino Unido na história. Logo depois, uma moção solicitando a saída de Theresa May do cargo de primeira-ministra foi apresentada pela oposição e derrotada pelo Partido Conservador.
Na véspera de natal de 2020, antes do prazo de 31 de dezembro, um acordo foi atingido entre o Reino Unido e a União Europeia, descrito pelo governo britânico como um acordo zero-tarifas e zero-cotas. O primeiro-ministro britânico, Boris Johnson, saudou o acordo, afirmando que seria um acordo benéfico a toda Europa. Já a presidente da comissão europeia, Ursula von der Leyen, afirmou que o acordo foi "justo e balanceado" e que a Europa continuaria contribuindo com o Reino Unido como um "parceiro de confiança". Além dela, 27 embaixadores europeus aprovaram formalmente o acordo, que foi posteriormente aprovado no parlamento britânico, no dia 28. Uma votação no parlamento europeu ocorrerá em janeiro de 2021.

## Posição dos partidos políticos
Tabela com a posição dos partidos políticos com representação parlamentar:
| Postura | Partidos políticos                      | Partidos políticos                     | Partidos políticos                     |
| ------- | --------------------------------------- | -------------------------------------- | -------------------------------------- |
| Não     |                                         | Partido da Aliança da Irlanda do Norte | Partido da Aliança da Irlanda do Norte |
| Não     |                                         | Partido Verde                          | Inglaterra e País de Gales             |
| Não     | Irlanda do Norte                        | Partido Verde                          |                                        |
| Não     | Escócia                                 | Partido Verde                          |                                        |
| Não     | Partido Trabalhista                     |                                        |                                        |
| Não     | Liberal Democratas (Reino Unido)        |                                        |                                        |
| Não     | NI21                                    |                                        |                                        |
| Não     | Plaid Cymru-The Party of Wales          |                                        |                                        |
| Não     | Partido Nacional Escocês                |                                        |                                        |
| Não     | Sinn Féin                               |                                        |                                        |
| Não     | Partido Socialdemocrata e Trabalhista   |                                        |                                        |
| Não     | Partido Unionista do Ulster             |                                        |                                        |
| Sim     |                                         |                                        |                                        |
|         | Partido Unionista Democrático           |                                        |                                        |
|         | Voz Unionista Tradicional               |                                        |                                        |
|         | Partido de Independência do Reino Unido |                                        |                                        |
| Neutro  |                                         | Partido Conservador                    | Partido Conservador                    |

## Argumentos
O Brexit se dá no contexto da Crise migratória na Europa, sendo resultado de disputas políticas de longa data entre os britânicos, centralizadas na soberania política, controle migratório, e comércio com os países-membros do bloco.
De um lado do debate estão os pró-saída, que acham que o Reino Unido perde soberania estando submetido às regras do bloco econômico, com poucas compensações, um dos slogans da campanha pela saída sendo "take back control", do inglês "assumir o controle novamente". De outro, os que acreditam que a aliança com os países vizinhos torna o Reino Unido mais poderoso, e que a União Europeia representa o triunfo da paz e cooperação entre os europeus após a segunda guerra, permitindo que os britânicos viagem, estudem e trabalhem livremente nos demais países europeus, e alguns acusam os pró-saída de alarmismo.
Jeremy Corbyn afirmou que o apoio da União Europeia à austeridade e "políticas neoliberais fracassadas" abriram o caminho para o voto a favor do  Brexit. Numa entrevista de 2017, comentou: "É claro que a livre circulação termina quando deixarmos a União Europeia, mas haverá migração gerida e será justa".
Os principais argumentos a favor e contra o Brexit são:
| A Favor | Contra | Ref.   |
| --- | --- | ------ |
| - Economia de 12 Bilhões e 900 Mil de libras, que é a contribuição anual dos países membros - Maior liberdade para negociar novos acordos com o bloco e autonomia para negociar com outros blocos e países - Imigrantes europeus custam caro e dificultam a chegada de outros estrangeiros que poderiam contribuir com a economia | - Dentro ou fora do bloco, este custo é necessário para ter acesso ao livre mercado europeu - Vantagem de ter acesso ao livre mercado europeu - Imigração não vai diminuir | [ 68 ] |

## Consequências

### Consequências previstas
Segundo nota do G20, a mudança poderia causar uma "quebra na economia mundial". Apesar disso, o ministro alemão de finanças, Wolfgang Schäuble, informou que ainda não é hora de falar em crise económica mundial porque os dados econômicos estão melhores que as previsões.
Uma semana antes da votação, as Bolsas da Europa tiveram forte queda. Conforme o economista sênior da KBC, Koen De Leus, "As preocupações com a saída Grã-Bretanha da UE estão elevando o índice de volatilidade e particularmente afetando o setor financeiro. A volatilidade alta deve durar até pelo menos o referendo".
Ignazio Visco, membro do conselho diretor do Banco Central Europeu (BCE) e presidente do Banco Central italiano, em entrevista dada no dia 18 de junho, informou que os Bancos centrais estão prontos para intervir em caso de saída. Ele apontou que o risco de saída do Reino Unido é o mais temido entre as autoridades monetárias, indicando os desdobramentos já perceptíveis nos mercados de câmbio e bonds.
Logo após os resultados do referendo serem conhecidos houve uma grande indefinição nos mercados financeiros mundiais, com grandes quedas nas bolsas de todo o mundo. A nível político, alguns conservadores apelaram à saída de David Cameron do cargo de primeiro-ministro e à substituição por Boris Johnson.
Em outros países, eurocéticos procuraram capitalizar politicamente o resultado. Em França, Marine Le Pen veio defender a realização de um referendo equivalente. Alguns partidos neerlandeses defendem o mesmo. Em Portugal, os partidos que fornecem apoio parlamentar ao Governo em funções, nomeadamente o Bloco de Esquerda, defenderam a realização de um referendo equivalente ao Brexit caso a União Europeia não pare imediatamente com as políticas de austeridade exigidas a Portugal e as constantes ameaças de sanções. Também na Espanha alguns partidos com representação na Câmara dos Deputados defenderam a realização de um referendo pelos mesmos motivos que os portugueses. Ainda que sem fontes que confirmem isso, o certo é que a União Europeia acabou por decidir não aplicar quaisquer sanções a Portugal e a Espanha, sanções essas que foram a votos na Comissão Europeia e acabaram recebendo 4 votos a favor por parte da Alemanha, Letônia, Finlândia e Suécia e 23 votos contra dos restantes países da União Europeia.
Dias após a aprovação do Brexit, a Escócia indicou que gostaria de realizar um novo referendo para deixar o Reino Unido. Na Irlanda do Norte, um movimento também existe para abandonar Londres.

#### No âmbito desportivo
Conforme um estudo da BBC, se o Brexit for aprovado, pouco mais de 400 futebolistas que atuam em alguma das divisões do Campeonato Inglês e das ligas de Escócia, País de Gales e Irlanda do Norte perderiam o direito de jogar no Reino Unido. Isso porque os jogadores que possuem um passaporte europeu poderiam jogar livremente no Reino Unido, mas aqueles que não dispõem de um teriam que conseguir uma licença de trabalho outorgada pelo Ministério do Interior britânico. Segundo o estudo, mais de 100 jogadores da Premier League poderiam ser afetados, e equipes como Aston Villa, Newcastle e Watford perderiam até 11 membros de seus elencos.
Há vozes, no entanto, que acreditam que a saída da UE daria mais oportunidades aos jogadores jovens britânicos.
| “ | "O impacto a curto prazo seria enorme, mas há gente que considera que a longo prazo poderia ser positivo, já que forçaria os clubes a se concentrar nos jogadores do país." | ” |

A aceitação do Brexit para a Premier League, que é um expoente da globalização do esporte, é uma medida que vai totalmente de encontro a essa internacionalização. Isso será um obstáculo que agora dificultará a contratação de jogadores sul-americanos e africanos, por exemplo. Por isso a Premier League sempre foi contrária ao Brexit.
Além disso, os reflexos da saída britânica do bloco político-econômico poderiam chegar a ligas vizinhas. Na Espanha, por exemplo, o Real Madrid teria um impacto direto em seu elenco ao ver Gareth Bale se tornar um jogador extracomunitário, por não ser mais um cidadão europeu. Com isso, o clube perderia um posto a ser ocupado, por exemplo, por um brasileiro.

#### Crise econômica
O estudo divulgado pelo Ifo Institute for Economic Research, em 8 de agosto de 2016, mostra que o Reino Unido é o país que será mais afetado pela "Brexit", apesar de se esperar que outros países da União Europeia, especialmente a Irlanda, também sofram consequências na economia.

#### Consequências políticas
No Reino Unido, a votação trouxe mudanças políticas. David Cameron, primeiro-ministro à época, renunciou um dia após o resultado do referendo. Após ele, a primeira-ministra Theresa May renunciou em 2019 após diversas tentativas falhas de convencer o parlamento britânico a aprovar os termos do seu tratado econômico pós-saída com a Europa. Em maio de 2019, Boris Johnson assumiu como primeiro-ministro com a promessa de levar a cabo o resultado do referendo e acertar um tratado econômico pós-saída com a União Europeia. As negociações para o acordo foram acompanhadas de perto pela imprensa britânica.